# Christian Waldner
Christian Waldner (* 8. Oktober 1959 in Bozen; † 15. Februar 1997 ebenda) war ein Südtiroler Politiker. Nachdem er sich politisch zunächst in der Südtiroler Volkspartei engagiert hatte, war er 1992 Mitbegründer der separatistischen Partei Die Freiheitlichen. 1997 fand man Waldner ermordet auf; nach jahrelangen Prozessen wurde letztinstanzlich sein einstiger Weggefährte Peter Paul Rainer für schuldig befunden.

## Leben
Der gebürtige Bozner studierte an den Universitäten Innsbruck und Verona Sozial- und Wirtschaftswissenschaften sowie Rechtswissenschaft. Seinen Abschluss in Innsbruck erlangte er mit der 1984 eingereichten Diplomarbeit Südtirol als eigenständiger Wirtschaftsraum in wirtschaftspolitischer, betriebswirtschaftlicher und finanzwirtschaftlicher Sicht : Möglichkeiten und Grenzen. Von 1987 bis 1992 war er als Assistent am Institut für Revision-, Treuhand- und Rechnungswesen der Universität Innsbruck tätig, parallel zu seiner Arbeit als Hotelkaufmann-Unternehmer in Bozen.
Politisch aktiv war Waldner zunächst in den Reihen der regierenden Südtiroler Volkspartei. Von 1982 bis 1989 fungierte er als Jugendreferent der SVP in Bozen. 1987 wurde er infolge einer Selbstbestimmungskundgebung, an der er 1986 in Wien teilgenommen hatte, wegen „Schädigung des italienischen Ansehens im Ausland“ unter Hausarrest gestellt, die Anklage wurde nach internationalen Protesten allerdings bald wieder aufgehoben. 1989 übernahm eine aus Waldner, Stephan Gutweniger, Pius Leitner und Peter Paul Rainer bestehende Gruppe die Führung des Südtiroler Schützenbunds und der SVP-Jugendorganisation Junge Generation. Zusammen versuchten sie erfolglos, die Regierungspartei auf eine betont (deutsch-)nationale Linie zu bringen, die letztendlich eine Loslösung Südtirols vom italienischen Staat propagieren sollte. Nach Abschluss der Südtiroler Autonomieverhandlungen mit Italien und der Abgabe der Streitbeilegungserklärung vor den Vereinten Nationen traten Waldner und seine Mitstreiter 1992 aus der Südtiroler Volkspartei aus.
Noch im selben Jahr gründete Waldner mit einigen Weggefährten die an der rechtspopulistischen Freiheitlichen Partei Österreichs orientierte, separatistische Partei Die Freiheitlichen und wurde ihr erster Obmann. Bei den Wahlen 1993 gelang ihm der Einzug in den Südtiroler Landtag und damit gleichzeitig den Regionalrat Trentino-Südtirol; ein zweites Mandat für seine Partei konnte Pius Leitner erringen. Aufgrund interner Konflikte wurde Waldner 1994 als Parteivorsitzender abgewählt und wegen angeblicher finanzieller Unregelmäßigkeiten 1995 aus der Partei ausgeschlossen. In der Folge gründete er im Landtag die Ein-Mann-Fraktion Die Liberalen, die er 1996 in Bündnis98 umbenannte. Zuletzt suchte er zunehmend eine Annäherung an die Lega Nord.
Am 17. Februar 1997 wurde Waldner am Reichrieglerhof bei Bozen durch fünf Schüsse ermordet aufgefunden, als wahrscheinliches Todesdatum wurde im Rahmen der folgenden Ermittlungen der 15. Februar festgesetzt. Nach mehreren aufsehenerregenden Prozessen wurde sein ehemaliger Mitstreiter Peter Paul Rainer letztinstanzlich für schuldig befunden und zu einer Freiheitsstrafe von 22 Jahren und sechs Monaten verurteilt. Er wurde Mitte 2013 wegen guter Führung vorzeitig aus der Haft entlassen.